# Gąsienicowy układ bieżny

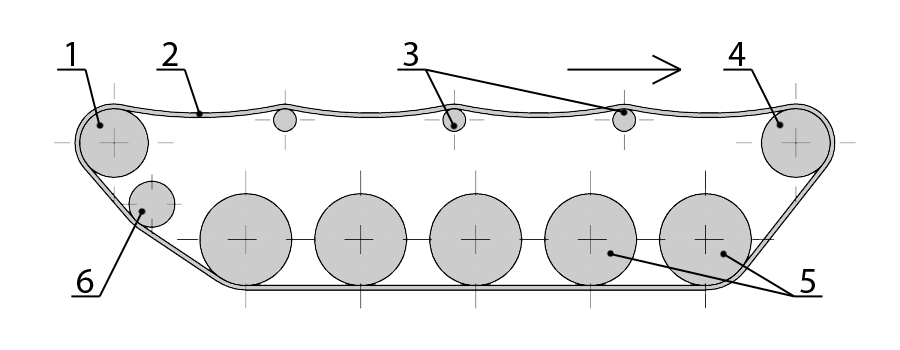
Schemat przykładowego gąsienicowego układu bieżnego:
1. Koło napędzające
2. Gąsienica
3. Rolki podtrzymujące
4. Koło kierunkowe
5. Koła nośne
6. Koło napinające

Gąsienicowy układ bieżny – mechanizm umożliwiający poruszanie się pojazdów w terenie przy pomocy gąsienic, które zwiększają powierzchnię styku pojazdu z podłożem zmniejszając jednocześnie nacisk jednostkowy i poprawiając przejezdność terenu. Wykorzystywany jest w czołgach, transporterach opancerzonych, koparkach, spycharkach i innych ciężkich maszynach manewrujących na nawierzchniach nieutwardzonych. W ostatnich latach napęd gąsienicowy znajduje również zastosowanie w maszynach rolniczych; ciągnikach wielkich mocy, kombajnach zbożowych.

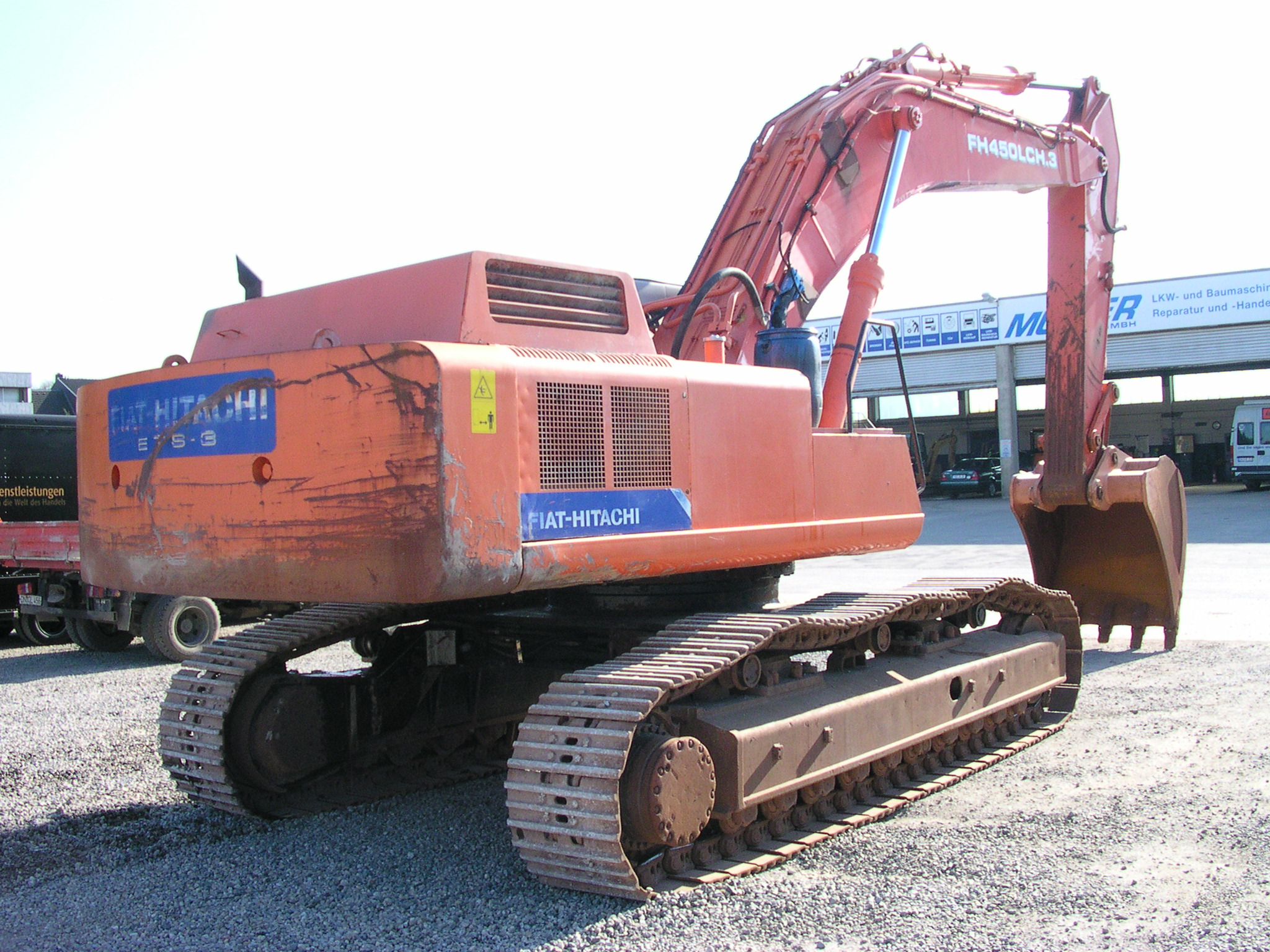
Koparka Hitachi z gąsienicowym układem bieżnym.

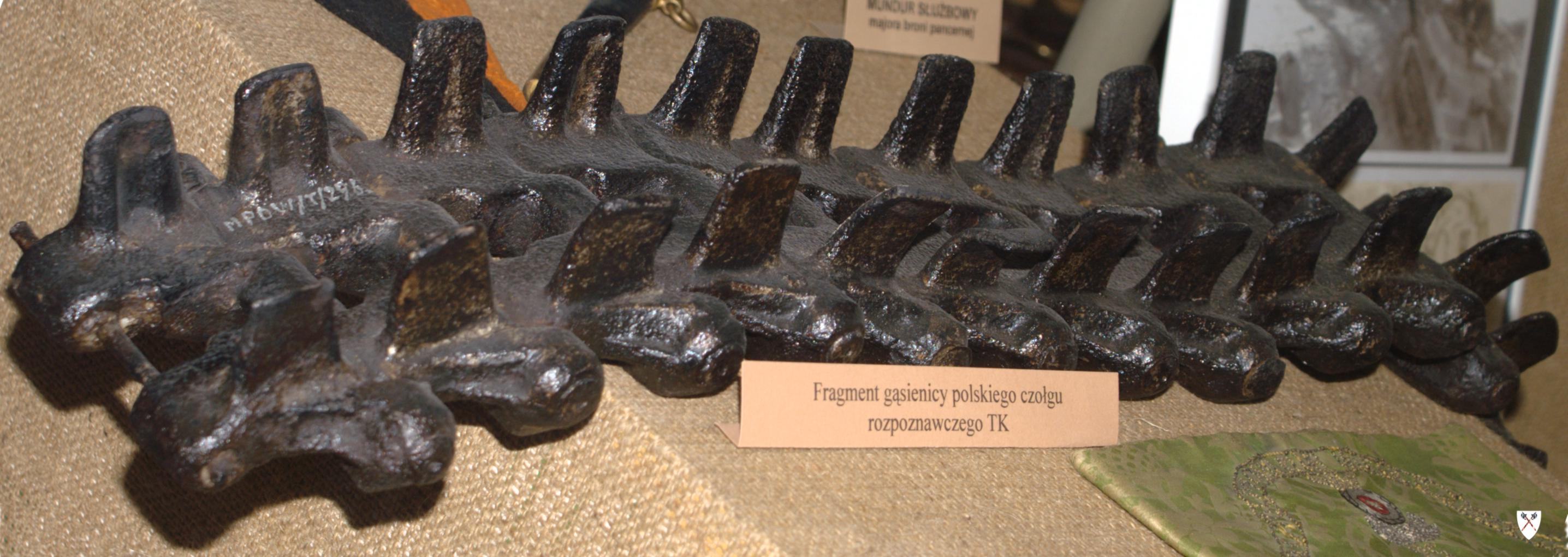
Gąsienica czołgu TKS lub TK-3.

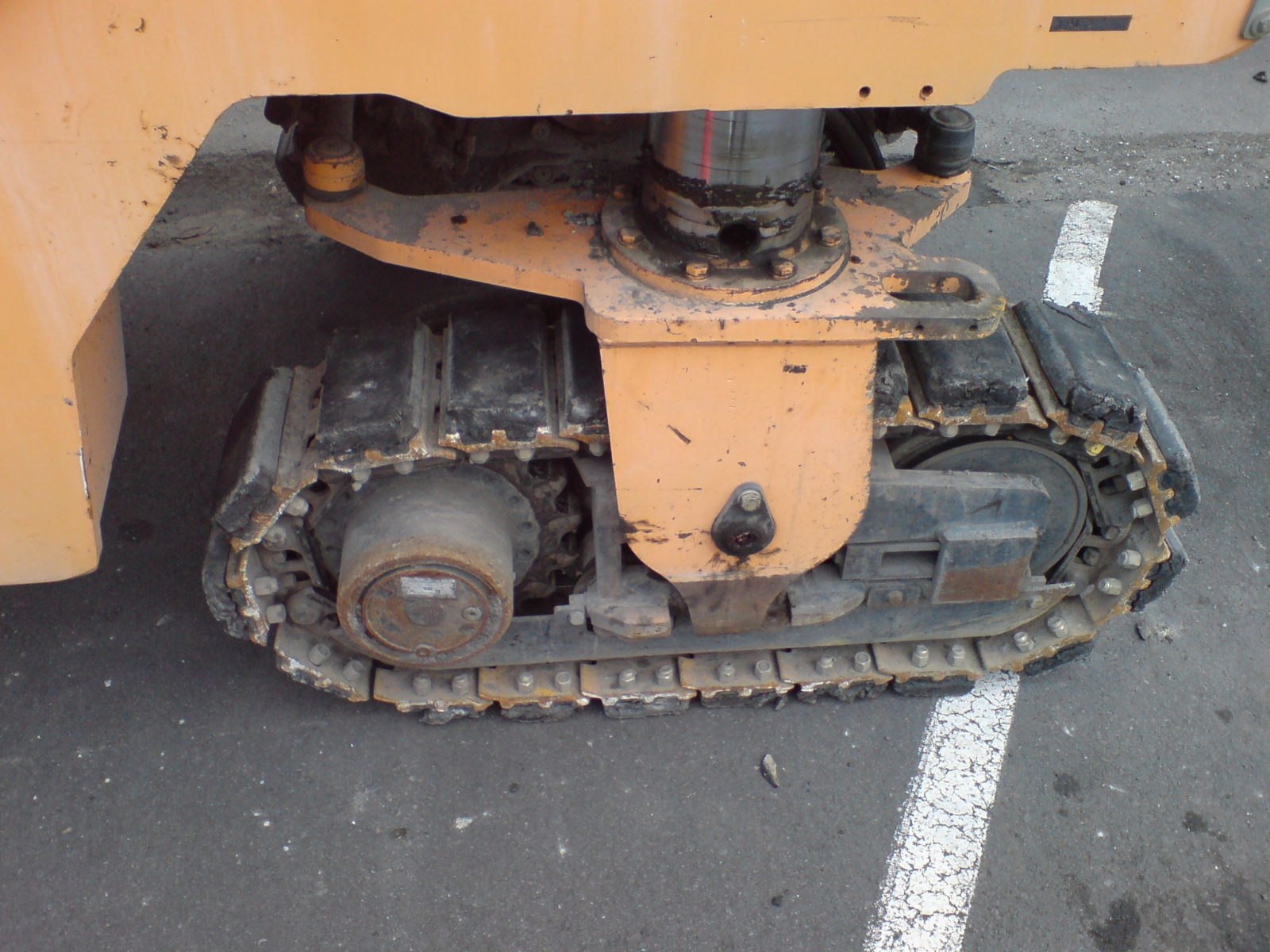
Gumowe osłony na gąsienicy w pojeździe drogowym

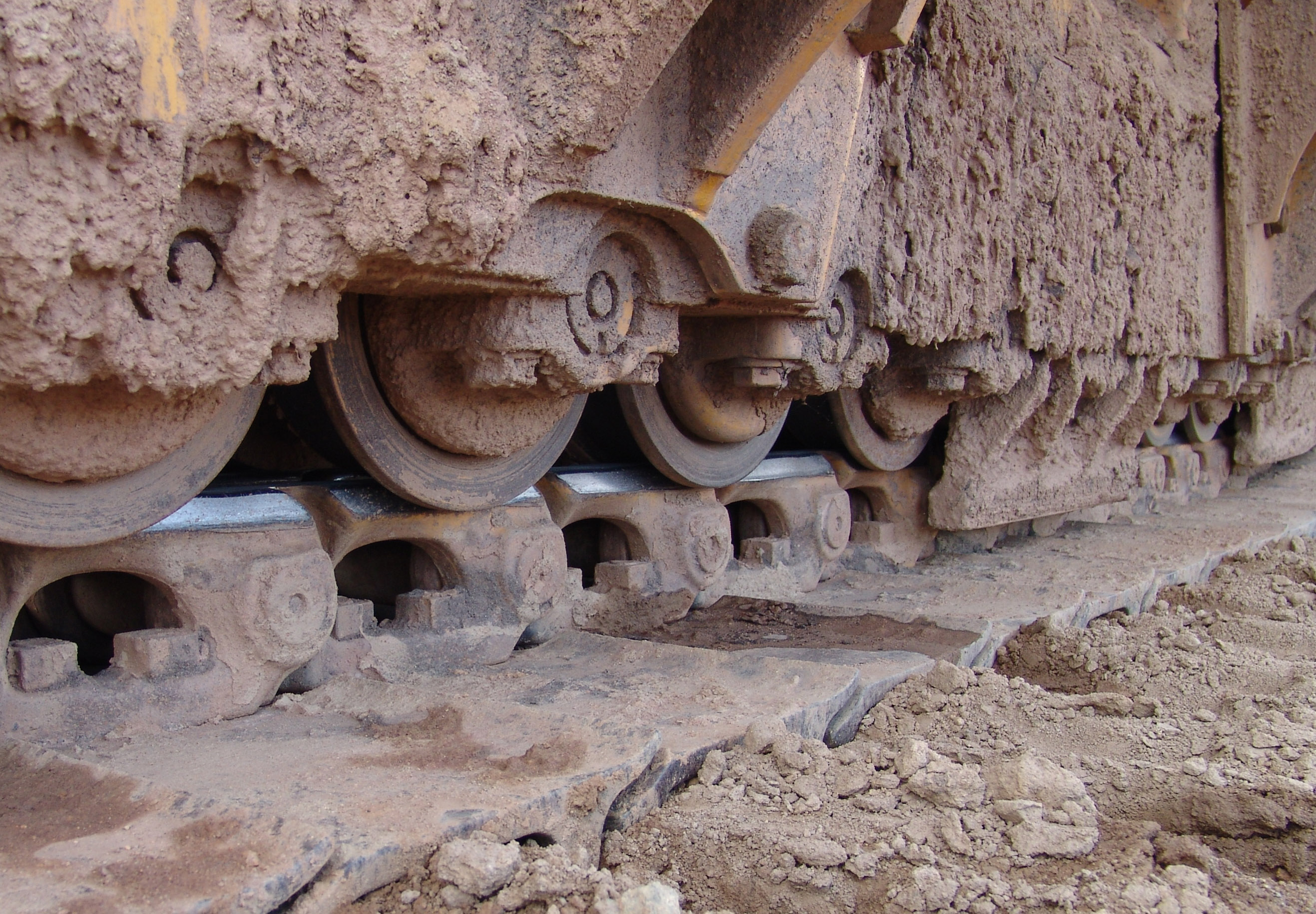
Fragment gąsienicy

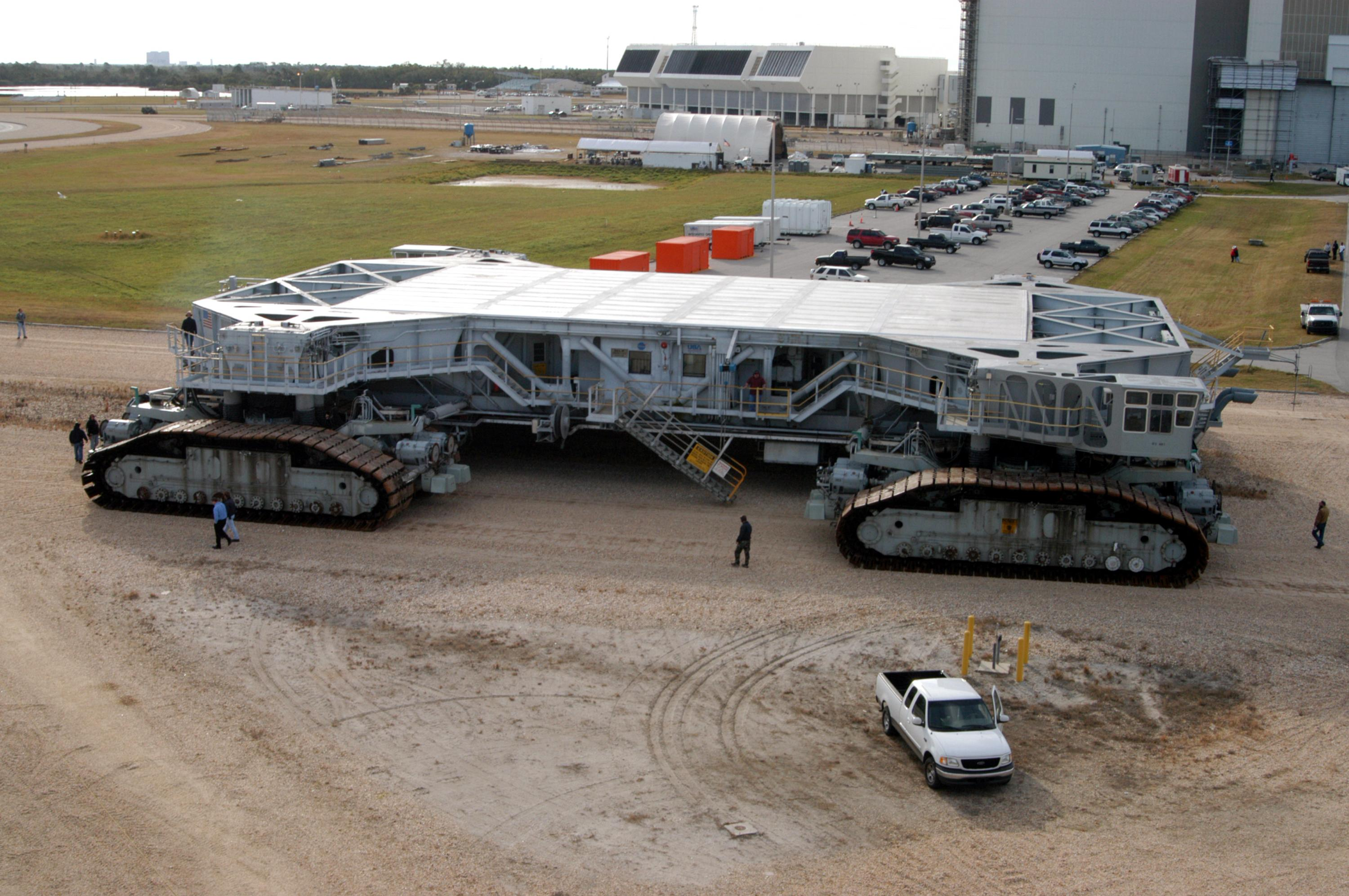
Gąsienice w transporterze statków kosmicznych

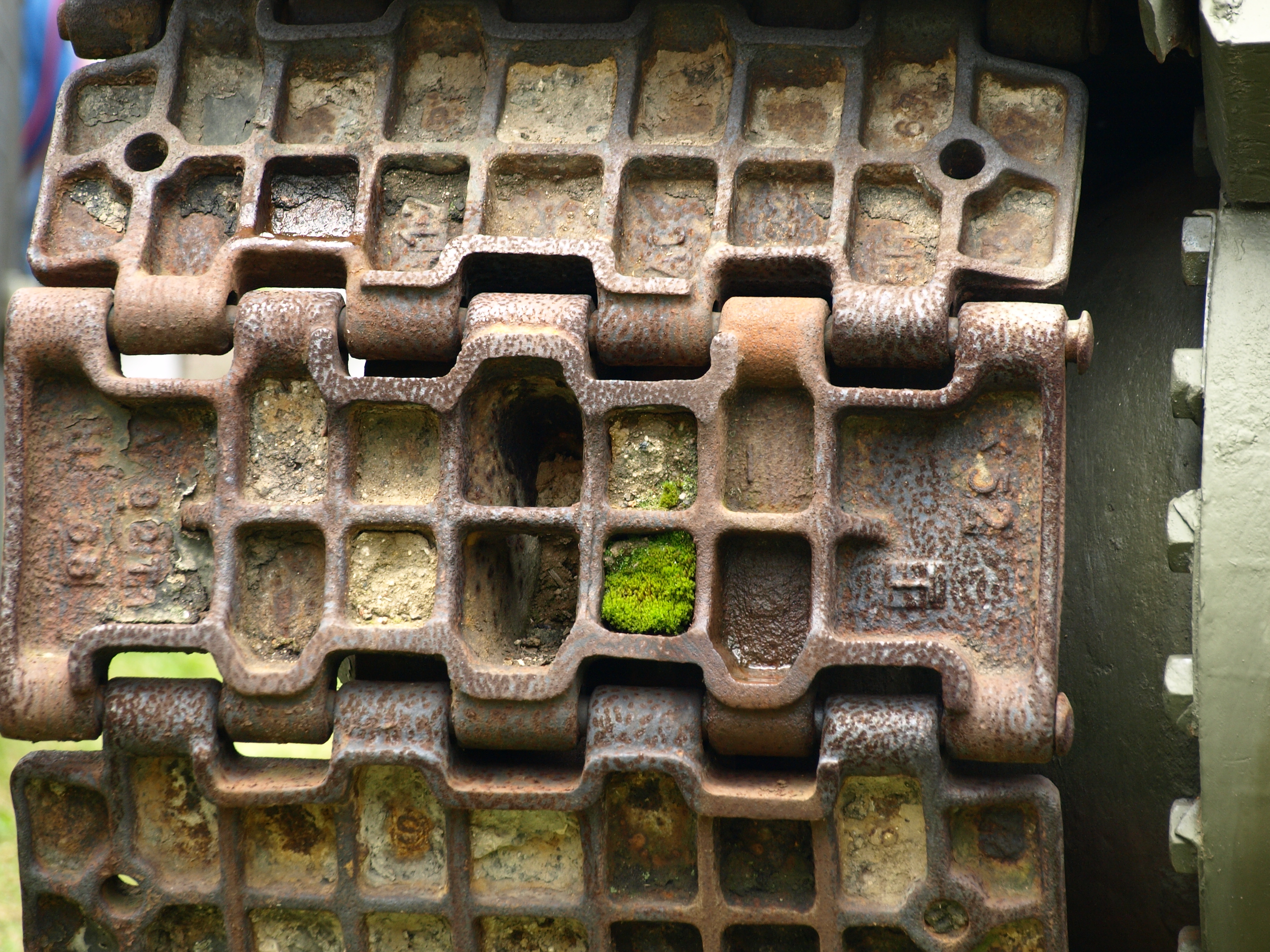
Zbliżenie na wygląd i sposób łączenia ogniw gąsienicy w pojeździe wojskowym opartym na podwoziu czołgu T-34.

Podstawowy gąsienicowy układ bieżny składa się z zamkniętej taśmy gąsienicowej otaczającej koła nośne. W większości konstrukcji spotyka się także osobne koło napędzające i koło kierunkowe, dodatkowo mogą być stosowane rolki podtrzymujące i koło (rolka) napinające. Cały układ połączony jest z pojazdem za pomocą zawieszenia, którego elastyczność osiąga się poprzez resorowanie kół nośnych.
Przemieszczanie się pojazdu wyposażonego w gąsienicowy układ bieżny jest realizowane poprzez obracanie koła napędzającego (mogącego być także jednym z kół nośnych), które zazębiając się z taśmą gąsienicy nadaje jej ruch. Część gąsienicy znajdująca się nad kołami porusza się w kierunku ruchu pojazdu, a część dolna ścieli się po podłożu tworząc utwardzony tor dla przemieszczających się po niej kół nośnych wraz z całym pojazdem.
Zaletą gąsienicowego układu bieżnego jest znaczne poprawienie możliwości operowania pojazdu w warunkach terenowych, poprzez zmniejszony nacisk jednostkowy ogranicza się grzęźnięcie pojazdu i poślizg. Zmniejszają się także opory toczenia w trudnym terenie. Poprawia się także jego zdolność pokonywania przeszkód terenowych, a w warunkach bojowych jest on mniej wrażliwy na ostrzał od standardowego układu kołowego. Wady (w porównaniu z układem kołowym) to: mała trwałość, duże opory tarcia, duża masa, kosztowna produkcja i eksploatacja oraz niszczenie nawierzchni utwardzonych, szczególnie asfaltowych. Ostatnią z wad redukuje się przez stosowanie specjalnych gumowych nakładek na ogniwa gąsienic, lub gąsienic wykonanych z kompozytowej gumy. Koszt produkcji-zakupu takiej gąsienicy jest wysoki, a jej eksploatacja po drogach utwardzonych – szczególnie po asfalcie powoduje jej szybkie zużywanie.
| Rodzaj podłoża    | Współczynnik oporów toczenia |
| ----------------- | ---------------------------- |
| Asfalt            | 0,03-0,06                    |
| Droga brukowana   | 0,06                         |
| Droga gliniasta   | 0,06                         |
| Droga piaszczysta | 0,07                         |
| Droga błotnista   | 0,12-0,15                    |
| Skoszona łąka     | 0,10-0,12                    |
| Suchy piasek      | 0,15-0,20                    |